# Melodias de Uma Vida Muda
Melodias de Uma Vida Muda é uma curta-metragem filme experimental e dramática que estreou a 30 de novembro de 2017 no Funchal, Madeira e oficialmente lançada a 16 de maio de 2018 na 7ª edição do Madeira Film Festival. Segundo o próprio realizador, é uma "viagem audiovisual detalhadamente pensada e construída à volta das suas imagens e composiçõe sfortes e do seu sound-mixing hamoniosamente combinado". É a segunda produção a solo do realizador André Moniz Vieira, aborda os temas da depressão e do suicídio.

## Sinopse
Um jovem adulto, Melo (André Moniz Vieira), embarca numa odisséia pelos corredores da depressão e do negativismo depois da perda do seu ente-querido (Diana Sousa).

## Elenco
- André Moniz Vieira como Melo
- Diana Sousa como Rapariga
- Lourenço Baptista como Fotógrafo

## Projeções
- Espaço 116 -  30 de novembro de 2017 [2]
- Caldas Film Festival - 2018 [9]
- Depresija Nav Spēlē - 18 de janeiro de 2018 [10]
- Madeira Film Festival - 16 de maio de 2018 [4]
- Direct Short Online Film Festival - 7 de junho de 2018 [11]